# Carinina
Carinina es un género de foraminífero bentónico considerado homónimo posterior de Carinina Haubrecht, 1887, y sustituido por Laticarinina de la subfamilia Discorbinellinae, de la familia Discorbinellidae, de la superfamilia Discorbinelloidea, del suborden Rotaliina y del orden Rotaliida. Su especie tipo es Pulvinulina repanda var. menardii subvar. pauperata. Su rango cronoestratigráfico abarca el Pleistoceno.

## Clasificación
Carinina incluye a la siguiente especie:
- Carinina pauperata †